# Ellersleben

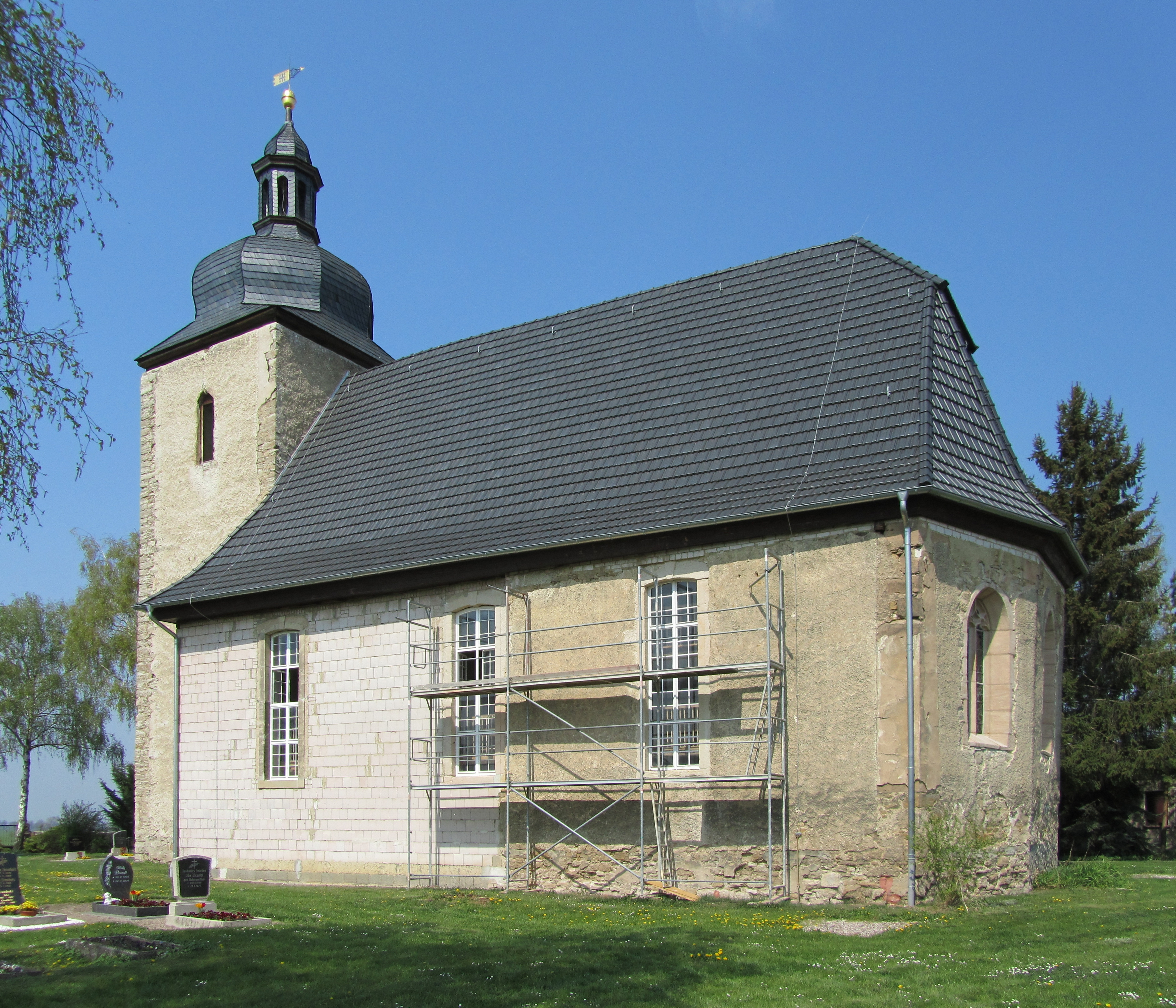
Dorfkirche

Ellersleben ist ein Ortsteil der Landgemeinde Buttstädt im Landkreis Sömmerda in Thüringen.

## Geografie
Ellersleben liegt im östlichen Teil des Thüringer Beckens zwischen Ettersberg und Finne.

## Geschichte
Erstmals wurde Ellersleben, dessen Name sich von der „Erlen“ oder „Ellern“ ableitet, im Jahr 1209 als Elrichsleiben urkundlich erwähnt. In diesem Jahr erkaufte ein Ministerial des Abtes von Hersfeld, Volcold, 2 Hufen Land in Elrichsleiben für das Kloster Heusdorf bei Apolda. Im Jahre 1505 erwarb Hans von Werthern von den Grafen zu Stolberg die Gerichtsrechte über Ellersleben. Der Ort gehörte zu dieser Zeit zur Herrschaft Frohndorf. Eine Inschrift im Kirchenschiff deutet auf die Bauzeit 1557 für die Kirche in Ellersleben hin. Die Saalkirche besitzt einen quadratischen Westturm mit Zwiebelhaube.
Bis zum Jahre 1815 gehörte Ellersleben zum Amt Eckartsberga des Kurfürstentums Sachsen. Durch die Beschlüsse des Wiener Kongresses erfolgte am 23. November 1815 die Übergabe von Ellerleben mit weiteren südlichen Orten des Amts Eckartsberga an das Großherzogtum Sachsen-Weimar-Eisenach. Dieses gliederte den Ort 1817 dem Amt Buttstädt an. Bei einem Großbrand im Jahre 1823 wurden 25 Bauernhöfe zerstört. 1850 wurde Ellersleben vom Patrimonialgericht Großneuhausen an den Staat abgetreten und gehörte damit juristisch zum Amtsgerichtsbezirk Buttstädt und verwaltungsmäßig zum Verwaltungsbezirk Apolda. Nachdem der Ort 1920 zum Land Thüringen gekommen war, wurde er dem Landkreis Weimar angegliedert. 
Während der Herrschaft des Nationalsozialismus mussten einige Zwangsarbeiter aus  Polen, der damaligen Sowjetunion und der heutigen Ukraine Arbeit in der Landwirtschaft verrichten. 1942 war im Saal der Dorfgaststätte das Kommando 416 stationiert und wurde mit 30 französischen Kriegsgefangen aus dem Stalag IX C Bad Sulza belegt. Diese Männer mussten ebenfalls in der Landwirtschaft arbeiten.
Bei der Verwaltungsreform der DDR 1952 kam Ellersleben zum Kreis Sömmerda, aus dem 1990 der Landkreis Sömmerda wurde.
Am 1. Januar 2019 wurde die Gemeinde Ellersleben mit den weiteren Gemeinden der Verwaltungsgemeinschaft Buttstädt zur Landgemeinde Buttstädt zusammengeschlossen.

### Einwohnerentwicklung
| - 1994: 327 - 1995: 321 - 1996: 329 - 1997: 332 - 1998: 329 - 1999: 332 | - 2000: 336 - 2001: 325 - 2002: 315 - 2003: 311 - 2004: 297 - 2005: 303 | - 2006: 298 - 2007: 284 - 2008: 286 - 2009: 286 - 2010: 276 - 2011: 276 | - 2012: 287 - 2013: 275 - 2014: 274 - 2015: 264 - 2016: 263 - 2017: 253 |

 Datenquelle: Thüringer Landesamt für Statistik

## Politik

### Ortsteilbürgermeister
Der ehrenamtliche Ortsteilbürgermeister Michael Matschuck wurde am 12. Juni 2022 gewählt.

### Wappen
Auf dem Wappen von Ellersleben sieht man eine grüne Erle auf einem goldenen Hintergrund. Eine rot-weiß gestreifte Schlaufe, welche den Baum etwas verdeckt, ist diagonal von rechts oben bis links unten zu sehen.
Bedeutung: Die Erle steht abgeleitet für das Dorf Ellersleben und die Schlaufe symbolisiert einen Grenzpfosten. Der Grenzpfosten weist auf die Tatsache hin, dass sich das Dorf historisch auf der Grenze zwischen Sachsen (später Sachsen-Weimar) und dem Staat von Mainz (später Preußen) befand.

## Verkehr
Der Bahnhof Olbersleben-Ellersleben liegt an der Bahnstrecke Straußfurt–Großheringen (Pfefferminzbahn). Zweistündlich verkehren Regionalbahnen der Linie EB 27 der Erfurter Bahn nach Sömmerda sowie Buttstädt.

## Sonstiges
Während des Zweiten Weltkrieges mussten 30 Kriegsgefangene aus Frankreich, die in der Dorfgaststätte untergebracht waren, sowie etwa 20 Frauen und Männer aus Polen, Russland und der Ukraine bei Bauern Zwangsarbeit verrichten.